# Petit-Bersac
Pour les articles homonymes, voir Bersac (homonymie).
Petit-Bersac est une commune française située dans le département de la Dordogne, en région Nouvelle-Aquitaine.

## Géographie

### Généralités
Dans le quart nord-ouest du département de la Dordogne, en Ribéracois, la commune de Petit-Bersac est limitrophe du département de la Charente. Elle est bordée au nord et au nord-ouest par la Dronne, et arrosée par plusieurs de ses affluents. Cette commune rurale fait partie de l'aire d'attraction de Ribérac, zonage d’étude défini en 2020 par l'Insee, pour remplacer l'ancien zonage dit aire urbaine de Ribérac -qui n'incluait pas la commune de Petit-Bersac.
Traversé par la route départementale (RD) 20E4 à 250 mètres au sud de la Dronne, le bourg de Petit-Bersac est situé, en distances orthodromiques, neuf kilomètres au nord-ouest du centre-ville de Ribérac.
La commune est également desservie au sud par la RD 20.

### Communes limitrophes
Petit-Bersac est limitrophe de six autres communes, dont trois dans le département de la Charente. De plus, au nord-est, la limite de son territoire est éloignée de moins de 400 mètres de celle d'Allemans.
| Nabinaud (Charente)      | Saint-Séverin (Charente) | Bourg-du-Bost |
| Laprade (Charente)       | Petit-Bersac             |               |
| Saint Privat en Périgord |                          | Chassaignes   |

### Géologie et relief

#### Géologie
Situé sur la plaque nord du Bassin aquitain et bordé à son extrémité nord-est par une frange du Massif central, le département de la Dordogne présente une grande diversité géologique. Les terrains sont disposés en profondeur en strates régulières, témoins de la sédimentation sur cette ancienne plate-forme marine. Le département peut ainsi être découpé sur le plan géologique en quatre gradins différenciés selon leur âge géologique. Petit-Bersac est située dans le troisième gradin à partir du nord-est, un plateau formé de calcaires hétérogènes du Crétacé.
Les couches affleurantes sur le territoire communal sont constituées de formations superficielles du Quaternaire datant du Cénozoïque et de roches sédimentaires du Mésozoïque. La formation la plus ancienne, notée c5c, date du Campanien 3, une alternance de marnes à glauconie et de calcaires crayo-marneux jaunâtres. La formation la plus récente, notée CFvs, fait partie des formations superficielles de type colluvions carbonatées de vallons secs : sable limoneux à débris calcaires et argile sableuse à débris. Le descriptif de ces couches est détaillé dans la feuille « no 757 - Ribérac » de la carte géologique au 1/50 000 de la France métropolitaine, et sa notice associée.

Carte géologique de Petit-Bersac.

#### Relief et paysages
Le département de la Dordogne se présente comme un vaste plateau incliné du nord-est (491 m, à la forêt de Vieillecour dans le Nontronnais, à Saint-Pierre-de-Frugie) au sud-ouest (2 m à Lamothe-Montravel). L'altitude du territoire communal varie entre 43 mètres à l'extrême ouest, là où la Dronne quitte la commune et entre celle de Saint Privat en Périgord, et 117 ou 118 mètres, dans le sud, près du lieu-dit la Garde.
Dans le cadre de la Convention européenne du paysage entrée en vigueur en France le 1er juillet 2006, renforcée par la loi du 8 août 2016 pour la reconquête de la biodiversité, de la nature et des paysages, un atlas des paysages de la Dordogne a été élaboré sous maîtrise d’ouvrage de l’État et publié en octobre 2020. Les paysages du département s'organisent en huit unités paysagères,. La commune est dans le Ribéracois, une région naturelle possédant un relief vallonné avec des altitudes moyennes comprises autour des 130-160 m, sculpté par la Dronne et ses nombreux affluents. Les paysages sont ondulés de grandes cultures dont les vastes horizons contrastent avec les paysages plus cloisonnés de la Dordogne,.
La superficie cadastrale de la commune publiée par l'Insee, qui sert de référence dans toutes les statistiques, est de 10,83 km2,,. La superficie géographique, issue de la BD Topo, composante du Référentiel à grande échelle produit par l'IGN, est quant à elle de 10,76 km2.

### Hydrographie

#### Réseau hydrographique

Réseaux hydrographique et routier de Petit-Bersac.

La commune est située dans le bassin de la Dordogne au sein du Bassin Adour-Garonne. Elle est drainée par la Dronne, le Pauly, le Vindou, le ruisseau de Muret et divers petits cours d'eau, qui constituent un réseau hydrographique de 22 km de longueur totale,.
La Dronne, d'une longueur totale de 200,56 km, prend sa source dans la Haute-Vienne dans la commune de Bussière-Galant et se jette en rive droite de l'Isle — dont elle est le principal affluent — à Coutras en Gironde, au lieu-dit la Fourchée, face à la commune de Sablons,. Elle borde la commune sur sept kilomètres au nord et au nord-ouest.
Trois affluents de rive gauche de la Dronne arrosent le territoire communal :
- le Vindou de l'est au nord sur deux kilomètres et demi,
- le Pauly du sud-est à l'ouest sur près de trois kilomètres,
- le ruisseau de Muret dans le sud-est sur 650 mètres.

#### Gestion et qualité des eaux
Le territoire communal est couvert par le schéma d'aménagement et de gestion des eaux (SAGE) « Isle - Dronne ». Ce document de planification, dont le territoire regroupe les bassins versants de l'Isle et de la Dronne, d'une superficie de 7 500 km2, a été approuvé le 2 août 2021. La structure porteuse de l'élaboration et de la mise en œuvre est l'établissement public territorial de bassin de la Dordogne (EPIDOR). Il définit sur son territoire les objectifs généraux d’utilisation, de mise en valeur et de protection quantitative et qualitative des ressources en eau superficielle et souterraine, en respect des objectifs de qualité définis dans le troisième SDAGE  du Bassin Adour-Garonne qui couvre la période 2022-2027, approuvé le 10 mars 2022.
La qualité des eaux de baignade et des cours d’eau peut être consultée sur un site dédié géré par les agences de l’eau et l’Agence française pour la biodiversité.

### Climat
Pour des articles plus généraux, voir Climat de la Nouvelle-Aquitaine et Climat de la Dordogne.
Historiquement, la commune est exposée à un climat océanique aquitain.  
En 2020, Météo-France publie une typologie des climats de la France métropolitaine dans laquelle la commune est dans une zone de transition entre le climat océanique et le climat océanique altéré et est dans la région climatique  Aquitaine, Gascogne, caractérisée par une pluviométrie abondante au printemps, modérée en automne, un faible ensoleillement au printemps, un été chaud (19,5 °C), des vents faibles, des brouillards fréquents en automne et en hiver et des orages fréquents en été (15 à 20 jours).
Pour la période 1971-2000, la température annuelle moyenne est de 12,6 °C, avec  une amplitude thermique annuelle de 14,8 °C. Le cumul annuel moyen de précipitations est de 826 mm, avec 12,5 jours de précipitations en janvier et 6,6 jours en juillet. Pour la période 1991-2020, la température moyenne annuelle observée sur la station météorologique la plus proche, située sur la commune de Saint-Martial-Viveyrol à 11 km à vol d'oiseau, est de 13,3 °C et le cumul annuel moyen de précipitations est de 862,3 mm,. Pour l'avenir, les paramètres climatiques de la commune estimés pour 2050 selon différents scénarios d’émission de gaz à effet de serre sont consultables sur un site dédié publié par Météo-France en novembre 2022.

## Urbanisme

### Typologie
Au 1er janvier 2024, Petit-Bersac est catégorisée commune rurale à habitat très dispersé, selon la nouvelle grille communale de densité à 7 niveaux définie par l'Insee en 2022.
Elle est située hors unité urbaine. Par ailleurs la commune fait partie de l'aire d'attraction de Ribérac, dont elle est une commune de la couronne,. Cette aire, qui regroupe 24 communes, est catégorisée dans les aires de moins de 50 000 habitants,.

### Occupation des sols
L'occupation des sols de la commune, telle qu'elle ressort de la base de données européenne d’occupation biophysique des sols Corine Land Cover (CLC), est marquée par l'importance des territoires agricoles (86,1 % en 2018), une proportion sensiblement équivalente à celle de 1990 (85,4 %). La répartition détaillée en 2018 est la suivante. : 
- zones agricoles hétérogènes (39,1 %),
- terres arables (27,8 %),
- prairies (19,2 %),
- forêts (13,9 %) L'évolution de l’occupation des sols de la commune et de ses infrastructures peut être observée sur les différentes représentations cartographiques du territoire : la carte de Cassini (XVIIIe siècle), la carte d'état-major (1820-1866) et les cartes ou photos aériennes de l'IGN pour la période actuelle (1950 à aujourd'hui)[Carte 3].

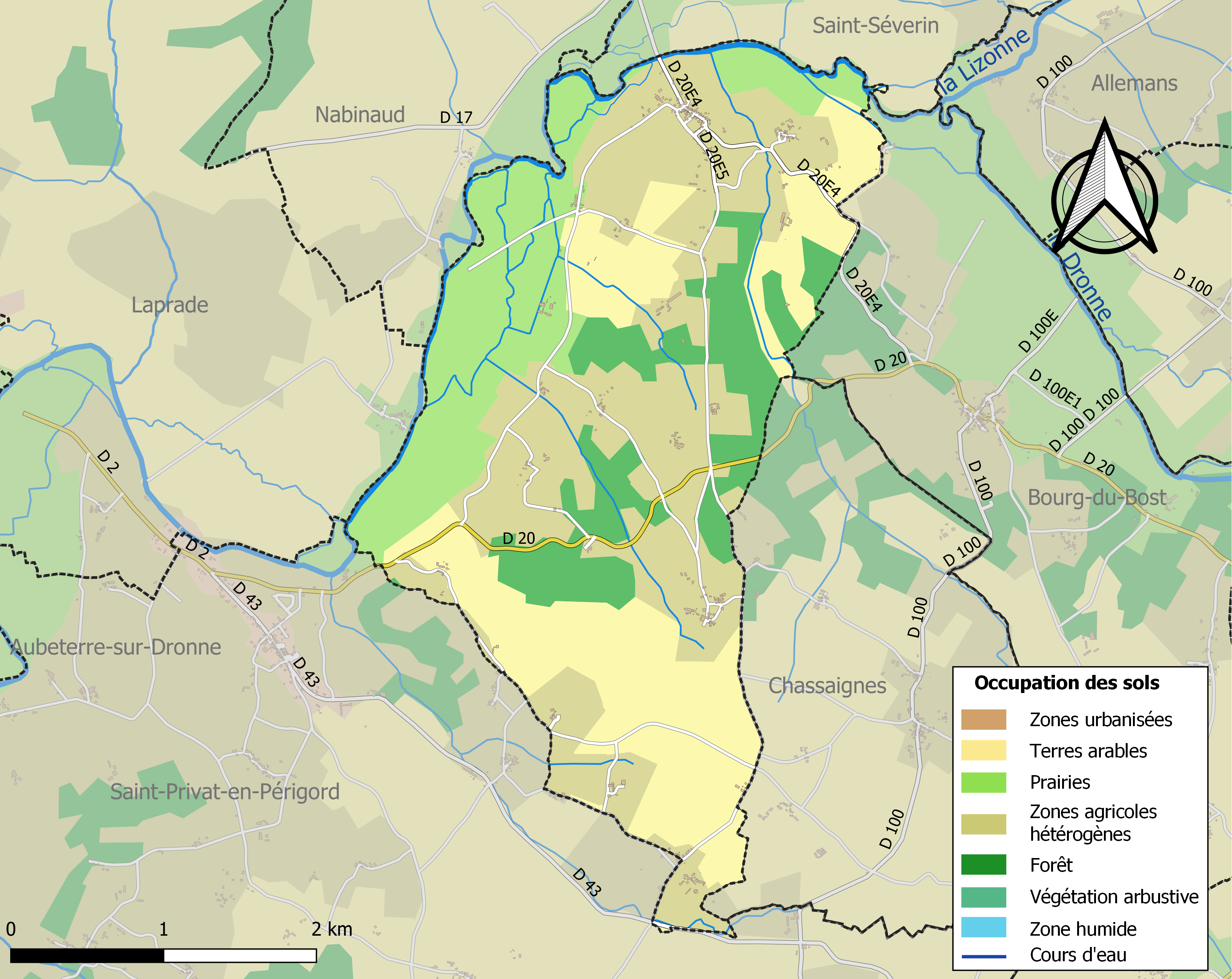
Carte des infrastructures et de l'occupation des sols de la commune en 2018 (CLC).

### Villages, hameaux et lieux-dits
Outre le bourg de Petit-Bersac proprement dit, le territoire se compose d'autres villages ou hameaux, ainsi que de lieux-dits :
- A Richard
- Fromenteau
- la Croix
- la Gare
- la Gravette
- le Chabout
- le Mas de Montet
- Lavergne
- Nougerol
- Palisse

### Prévention des risques
Le territoire de la commune de Petit-Bersac est vulnérable à différents aléas naturels : météorologiques (tempête, orage, neige, grand froid, canicule ou sécheresse), inondations, feux de forêts, mouvements de terrains et séisme (sismicité faible). Un site publié par le BRGM permet d'évaluer simplement et rapidement les risques d'un bien localisé soit par son adresse soit par le numéro de sa parcelle.
Certaines parties du territoire communal sont susceptibles d’être affectées par le risque d’inondation par débordement de cours d'eau, notamment la Dronne. La commune a été reconnue en état de catastrophe naturelle au titre des dommages causés par les inondations et coulées de boue survenues en 1982, 1983, 1988, 1993 et 1999,.
Petit-Bersac est exposée au risque de feu de forêt. L’arrêté préfectoral du 14 mars 2013 fixe les conditions de pratique des incinérations et de brûlage dans un objectif de réduire le risque de départs d’incendie. À ce titre, des périodes sont déterminées : interdiction totale du 15 février au 15 mai et du 15 juin au 15 octobre, utilisation réglementée du 16 mai au 14 juin et du 16 octobre au 14 février. En septembre 2020, un plan inter-départemental de protection des forêts contre les incendies (PidPFCI) a été adopté pour la période 2019-2029,.

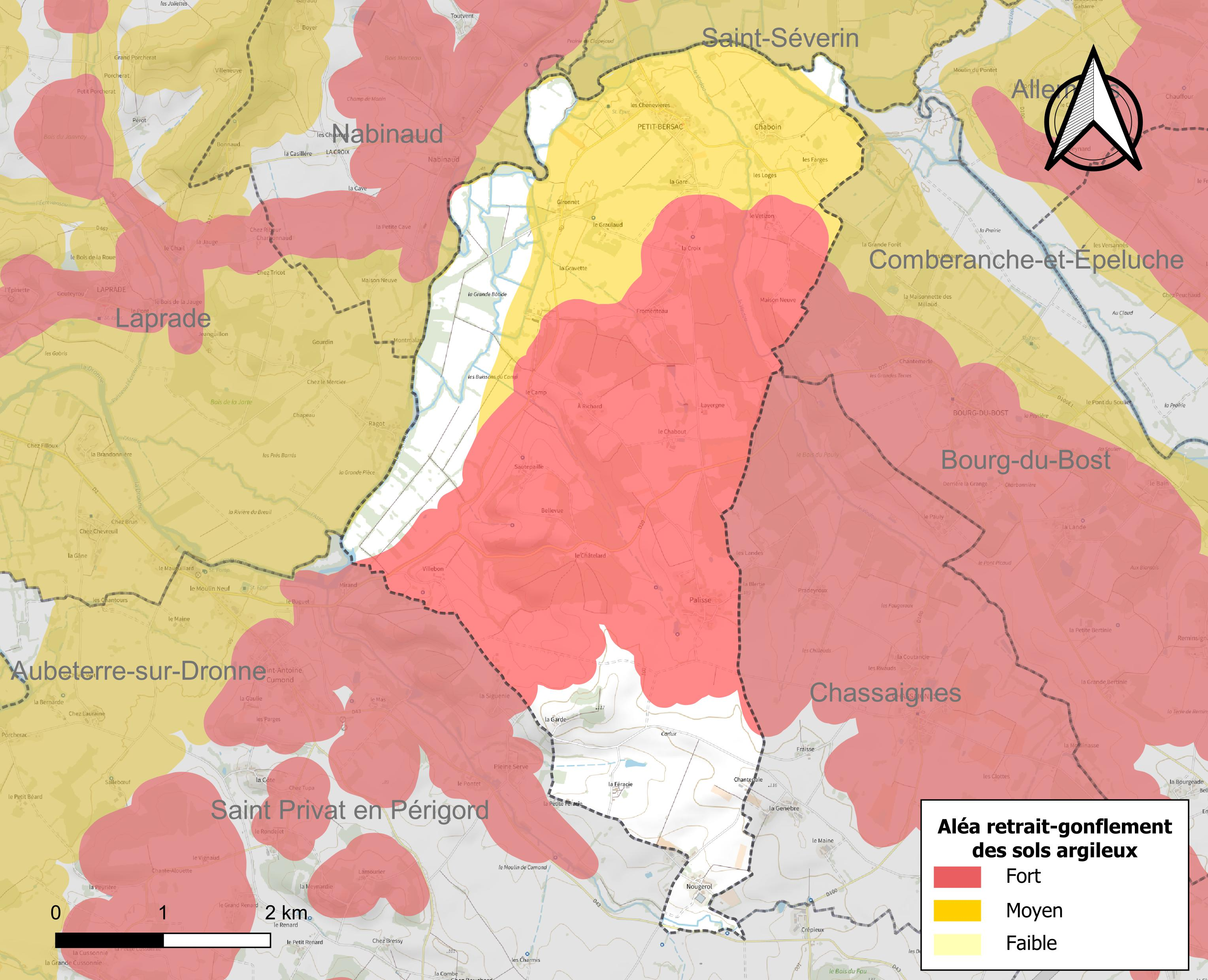
Carte des zones d'aléa retrait-gonflement des sols argileux de Petit-Bersac.

Les mouvements de terrains susceptibles de se produire sur la commune sont des tassements différentiels. Le retrait-gonflement des sols argileux est susceptible d'engendrer des dommages importants aux bâtiments en cas d’alternance de périodes de sécheresse et de pluie. 73,5 % de la superficie communale est en aléa moyen ou fort (58,6 % au niveau départemental et 48,5 % au niveau national métropolitain). Depuis le 1er octobre 2020, en application de la loi ÉLAN, différentes contraintes s'imposent aux vendeurs, maîtres d'ouvrages ou constructeurs de biens situés dans une zone classée en aléa moyen ou fort,.
La commune a été reconnue en état de catastrophe naturelle au titre des dommages causés par la sécheresse en 1989, 2003 et 2011 et par des mouvements de terrain en 1999.

## Toponymie
Le nom de Bersac viendrait d'un nom de personnage gallo-roman Bercius et du suffixe -acum, indiquant le « domaine de Bercius ». Les premières mentions écrites du village remontent au XIVe siècle sous la forme Bersacum qui dérive vers « Brassac » au XVIIe siècle. Sous le règne de Louis XV, il prend le nom de « Petit Brassac » pour le différencier d'un autre village situé vingt kilomètres à l'est et également appelé « Brassac ». Ce dernier est transformé pour l'occasion en « Le Grand Brassac », avant de devenir Grand-Brassac.
En occitan, la commune porte le nom de Pitit Braçac.

## Histoire

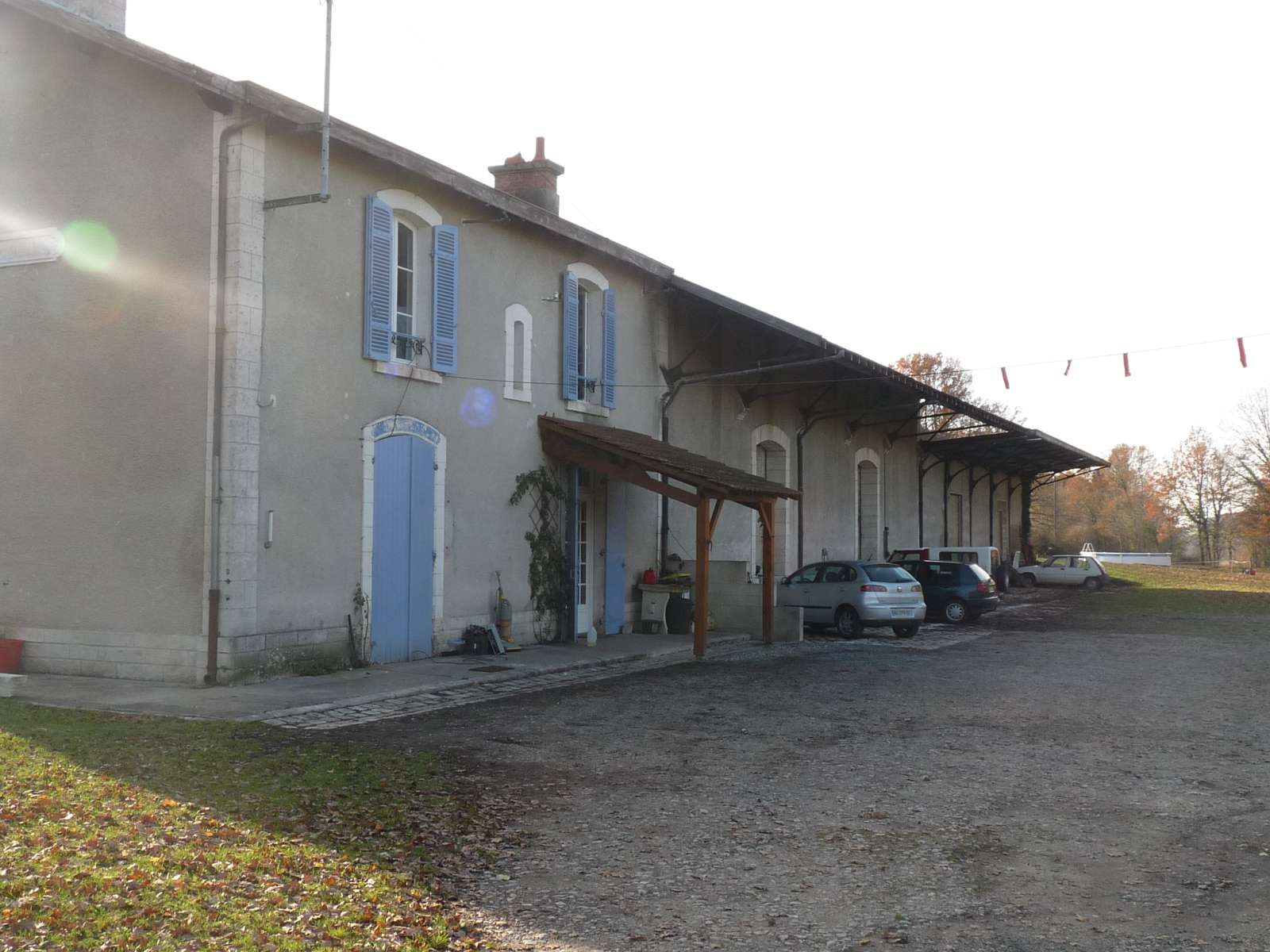
L'ancienne gare

Petit-Bersac était située sur la ligne de Ribérac à Parcoul - Médillac et y possédait une gare.

## Politique et administration

### Rattachements administratifs
Dans le cadre de la réforme de 2014 définie par le décret du 21 février 2014, la commune reste rattachée au canton de Ribérac lequel, le 10 septembre 1926, a été rattaché à l'arrondissement de Périgueux.

### Administration municipale
La population de la commune étant comprise entre 100 et 499 habitants au recensement de 2017, onze conseillers municipaux ont été élus en 2020,.

### Liste des maires
| Période                                  | Période        | Identité            | Étiquette | Qualité                           |
| ---------------------------------------- | -------------- | ------------------- | --------- | --------------------------------- |
| Les données manquantes sont à compléter. |                |                     |           |                                   |
|                                          |                |                     |           |                                   |
| 1943                                     | mars 1971      | Marcel Saint-Gérard |           |                                   |
| mars 1971                                | mars 1989      | Marcel Dudignac     |           |                                   |
| 1989                                     | septembre 2006 | Paul Pichardie      |           |                                   |
| octobre 2006                             | mai 2020       | Jean-Louis Duprat   | SE        | Retraité de l'Éducation nationale |
| mai 2020                                 | En cours       | Gilles Mercier      |           |                                   |

## Équipements et services publics

### Justice
Dans le domaine judiciaire, Petit-Bersac relève : 
- du tribunal judiciaire, du tribunal pour enfants, du conseil de prud'hommes et du tribunal de commerce de Périgueux ;
- du pôle Nationalité du tribunal judiciaire de Périgueux (compétent uniquement dans le domaine de la nationalité) ;
- de la cour d'appel, du tribunal administratif et de la  cour administrative d'appel de Bordeaux.

## Population et société

### Démographie
L'évolution du nombre d'habitants est connue à travers les recensements de la population effectués dans la commune depuis 1793. Pour les communes de moins de 10 000 habitants, une enquête de recensement portant sur toute la population est réalisée tous les cinq ans, les populations de référence des années intermédiaires étant quant à elles estimées par interpolation ou extrapolation. Pour la commune, le premier recensement exhaustif entrant dans le cadre du nouveau dispositif a été réalisé en 2006.

En 2022, la commune comptait 187 habitants, en évolution de +3,89 % par rapport à 2016 (Dordogne : +0,37 %, France hors Mayotte : +2,11 %).
| 1793 | 1800 | 1806 | 1821 | 1831 | 1836 | 1841 | 1846 | 1851 |
| ---- | ---- | ---- | ---- | ---- | ---- | ---- | ---- | ---- |
| 684  | 372  | 660  | 709  | 747  | 711  | 651  | 626  | 625  |

| 1856 | 1861 | 1866 | 1872 | 1876 | 1881 | 1886 | 1891 | 1896 |
| ---- | ---- | ---- | ---- | ---- | ---- | ---- | ---- | ---- |
| 617  | 583  | 575  | 523  | 504  | 549  | 527  | 519  | 540  |

| 1901 | 1906 | 1911 | 1921 | 1926 | 1931 | 1936 | 1946 | 1954 |
| ---- | ---- | ---- | ---- | ---- | ---- | ---- | ---- | ---- |
| 513  | 505  | 502  | 438  | 369  | 387  | 351  | 340  | 306  |

| 1962 | 1968 | 1975 | 1982 | 1990 | 1999 | 2006 | 2011 | 2016 |
| ---- | ---- | ---- | ---- | ---- | ---- | ---- | ---- | ---- |
| 295  | 231  | 204  | 206  | 210  | 195  | 177  | 171  | 180  |

| 2021 | 2022 | - | - | - | - | - | - | - |
| ---- | ---- | - | - | - | - | - | - | - |
| 186  | 187  | - | - | - | - | - | - | - |

## Économie

### Emploi
En 2018, parmi la population communale comprise entre 15 et 64 ans, les actifs représentent 71 personnes, soit 39,0 % de la population municipale. Le nombre de chômeurs (quatre) a diminué par rapport à 2013 (sept) et le taux de chômage de cette population active s'établit à 5,7 %.

### Établissements
Au 31 décembre 2015, la commune compte vingt-six établissements, dont neuf au niveau des commerces, transports ou services, neuf dans l'agriculture, la sylviculture ou la pêche, trois dans la construction, trois relatifs au secteur administratif, à l'enseignement, à la santé ou à l'action sociale, et deux dans l'industrie.

## Culture locale et patrimoine

### Lieux et monuments

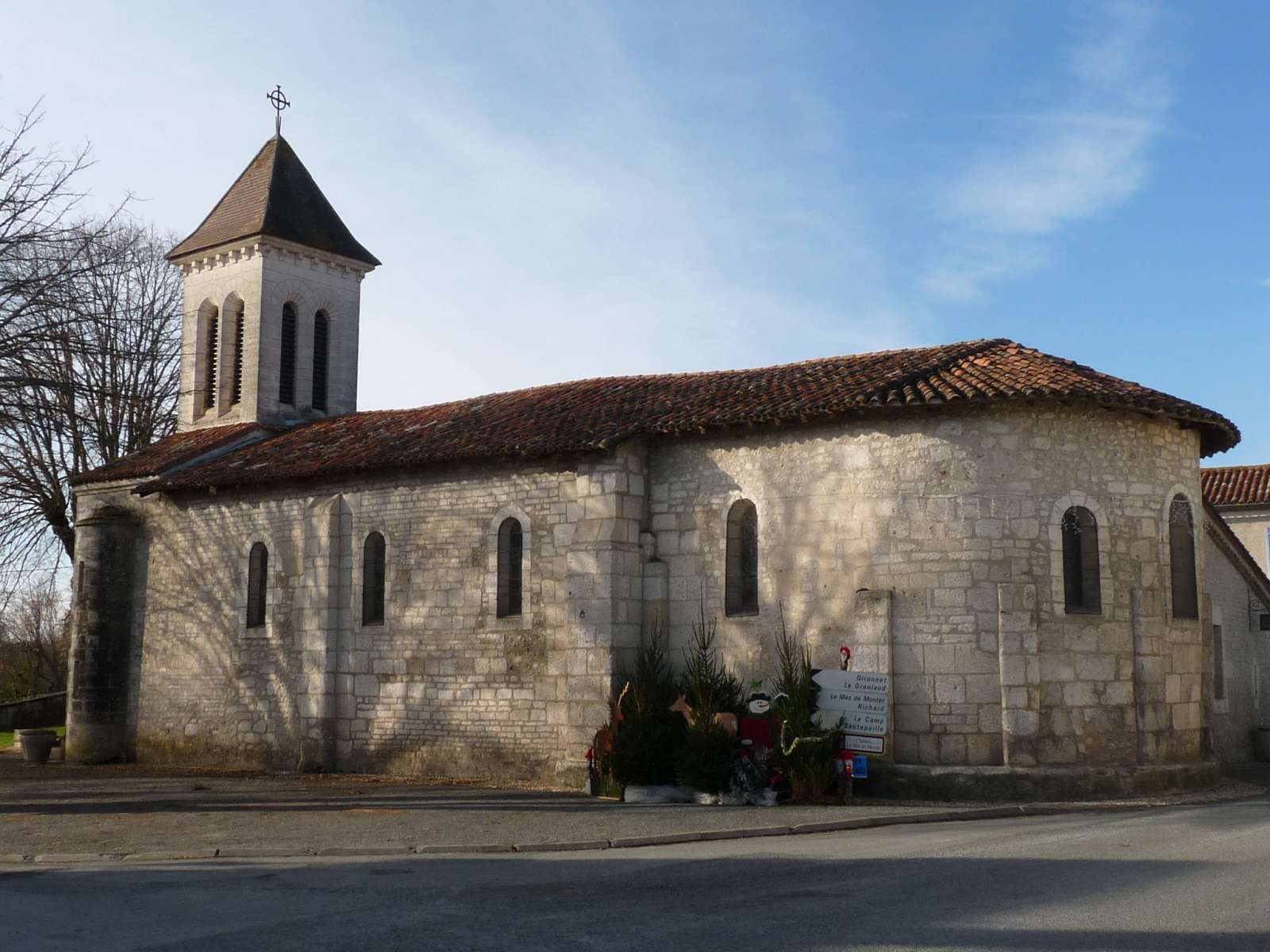
L'église.

- Ancienne villa gallo-romaine (musée de site ouvert en été)
- Château de Lavergne (actuellement une ferme), XIVe et XVIIIe siècles
- Château du Mas de Montet, XVIIIe et XIXe siècles, adapté en hôtel-restaurant[58]

### Personnalités liées à la commune
- Bérenger de Nattes (1829 - 1905)

- Paul Pichardie (1926 - 2006)

### Héraldique
| Blason de Petit-Bersac | Blason  | De gueules flanqué en pal à dextre d’argent, à la rivière d’azur mouvant de la pointe brochant sur laquelle est posé un pont de trois arches mouvant du flanc dextre, ne laissant ainsi apparaître que les deux arches senestres, prolongé jusqu’au flanc senestre d’un empierrement, le tout d’or maçonné de sable, sommé d’une colonne aussi d’argent, la base et le chapiteau aussi d’or, le pont surmonté, sur le champ de gueules, de trois lionceaux d’or armés, lampassés et couronnés d’azur. |
| Blason de Petit-Bersac | Détails | Le statut officiel du blason reste à déterminer. |

## Pour approfondir